# Løkken
Løkken ist eine Kleinstadt in der Region Nordjylland im Nordwesten Dänemarks. Sie hat 1669 Einwohner (Stand 1. Januar 2025) und gehört zur Hjørring Kommune. Der Ort liegt etwa 20 Kilometer südwestlich der Stadt Hjørring in der Jammerbucht an der Nordsee-Küste.

## Geschichte
Løkken entwickelte sich aufgrund des Seehandels zwischen Nordjütland und Südnorwegen. Aus Jütland kamen v. a. Getreide, Mehl und Butter, während Norwegen Holz und Metall lieferte. Der Handel fand mit flachrümpfigen Booten (skude) statt, die außerhalb von Häfen auf dem Sandstrand anlanden konnten. Der Beginn des Seehandels bei Løkken lag im 17. Jahrhundert. Auch die benachbarten Orte Blokhus und Lønstrup nahmen so ihren Aufschwung. Løkken war der größte Landungsplatz in der Jammerbucht und erlebte eine Blütezeit im frühen 19. Jahrhundert.
1821 hatte Lokken 235 Einwohner. 1860 erhielt Løkken eine eigene Zollstation, 1871 eine eigene Sparkasse und eine Postkutschenverbindung nach Hjørring. Durch den Handel und sich ansiedelnde Betriebe stieg die Einwohnerzahl stetig. 1884 waren es bereits über 500 Einwohner. Ende des 19. Jahrhunderts verlor der Seehandel durch neue Transportwege und wachsende Konkurrenz an Bedeutung. Das letzte Handelsschiff wurde 1908 in Løkken an Land gezogen und verschrottet.
Küstenfischerei und Tourismus entwickelten sich anschließend zu den vorherrschenden Wirtschaftszweigen. Die 1913 eingeweihte private Eisenbahnstrecke der Hjørring–Løkken–Aabybro Jernbane zwischen Aabybro und Hjørring mit Løkken als Mittelpunkt war ein Meilenstein für die touristische Erschließung Løkkens. Die Bahnverbindung wurde 1963 eingestellt und abgebaut. Erhalten geblieben ist das Bahnhofsgebäude.
In Løkken errichtete die Wehrmacht 1942/44 Bunker für den Atlantikwall. Ihre Ruinen sind am Nordstrand erhalten, jedoch im Zuge der Küstenerosion von den Dünen auf den Strand abgerutscht.

## Tourismus
Wie Skagen und Lønstrup ist Løkken geprägt von einer Vielzahl an Geschäften und Restaurants. Die meisten Feriengäste mieten sich in den zahlreichen Sommerhäusern ein. Es existiert auch ein Badehotel, das 1895 eröffnet wurde.
Bekannt ist Løkken für den Badestrand mit hunderten weißen Badehäuschen, die von Mai bis Oktober am Strand stehen. Sie befinden sich in Privatbesitz, Genehmigungen werden von der Kommunalverwaltung nach Wartelisten vergeben.
2014/15 wurde die Strandmole saniert und das direkte Umfeld aufgewertet. Vorgesehen war u. a. ein Badesteg für Geh- und Sehbehinderte, eine Sauna, Beachvolleyballfelder, eine Kaffeebar und eine neue Slipanlage für Fischerboote.

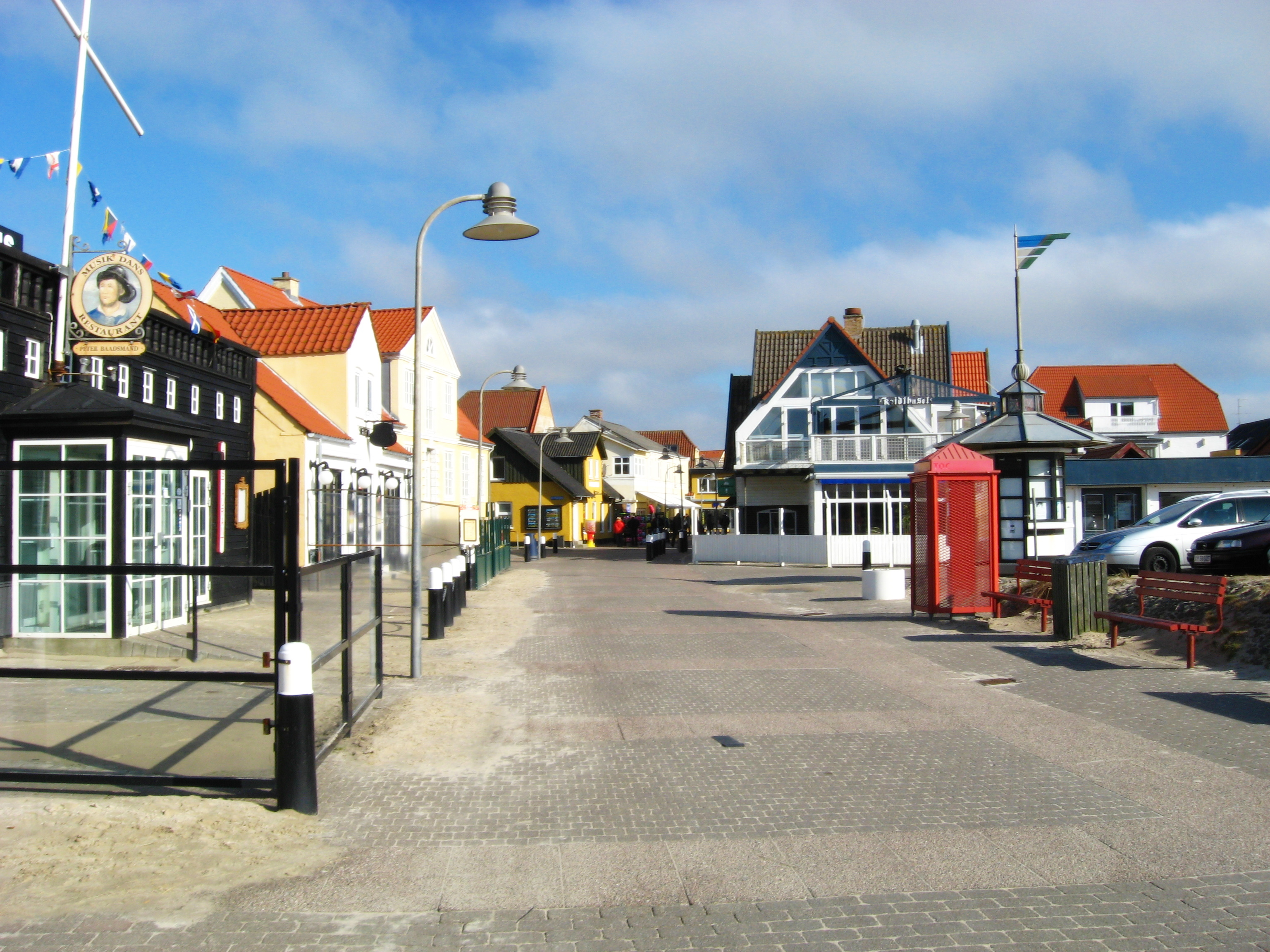
Søndre Strandvej
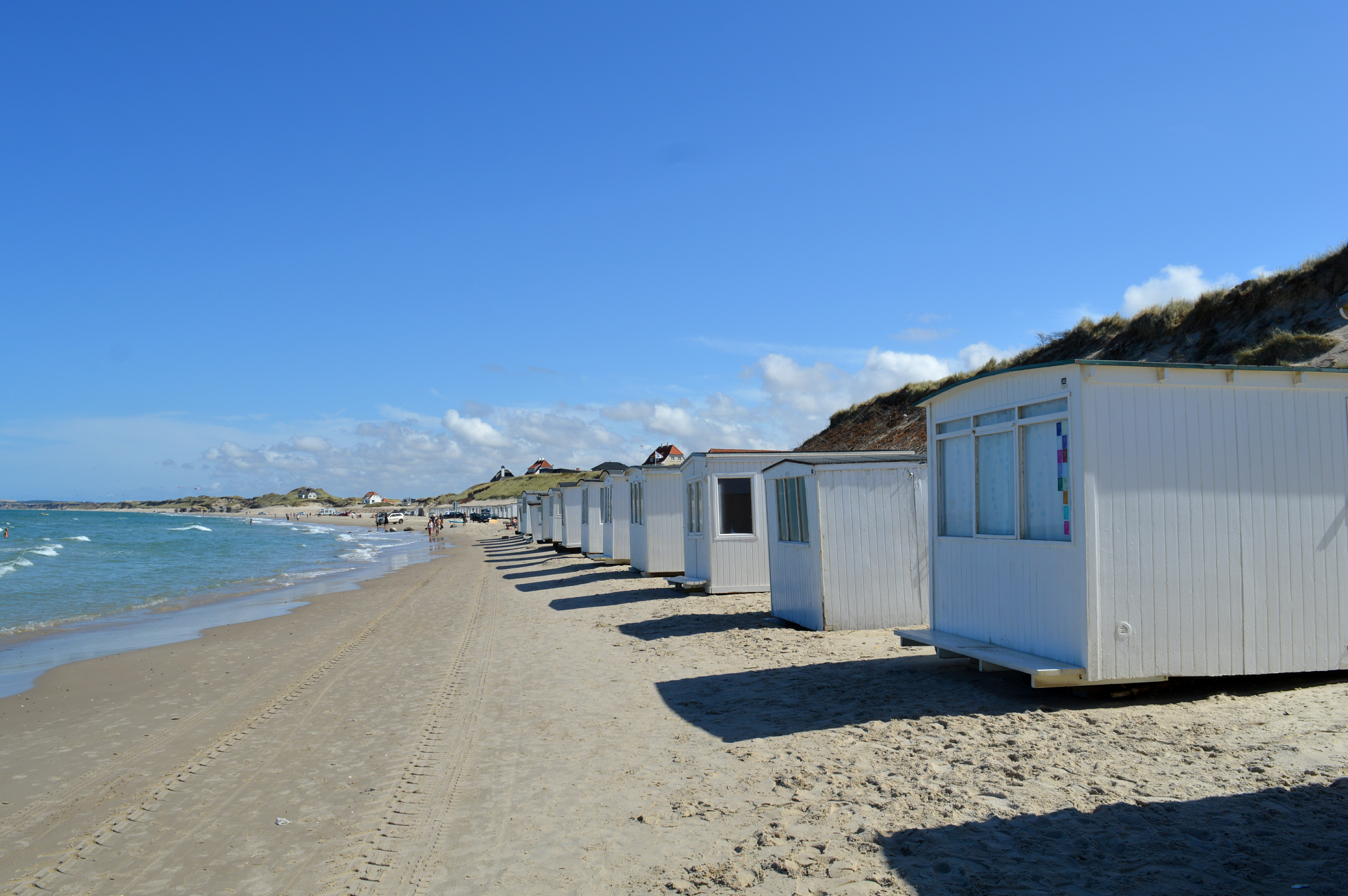
Badehäuschen am Strand von Løkken
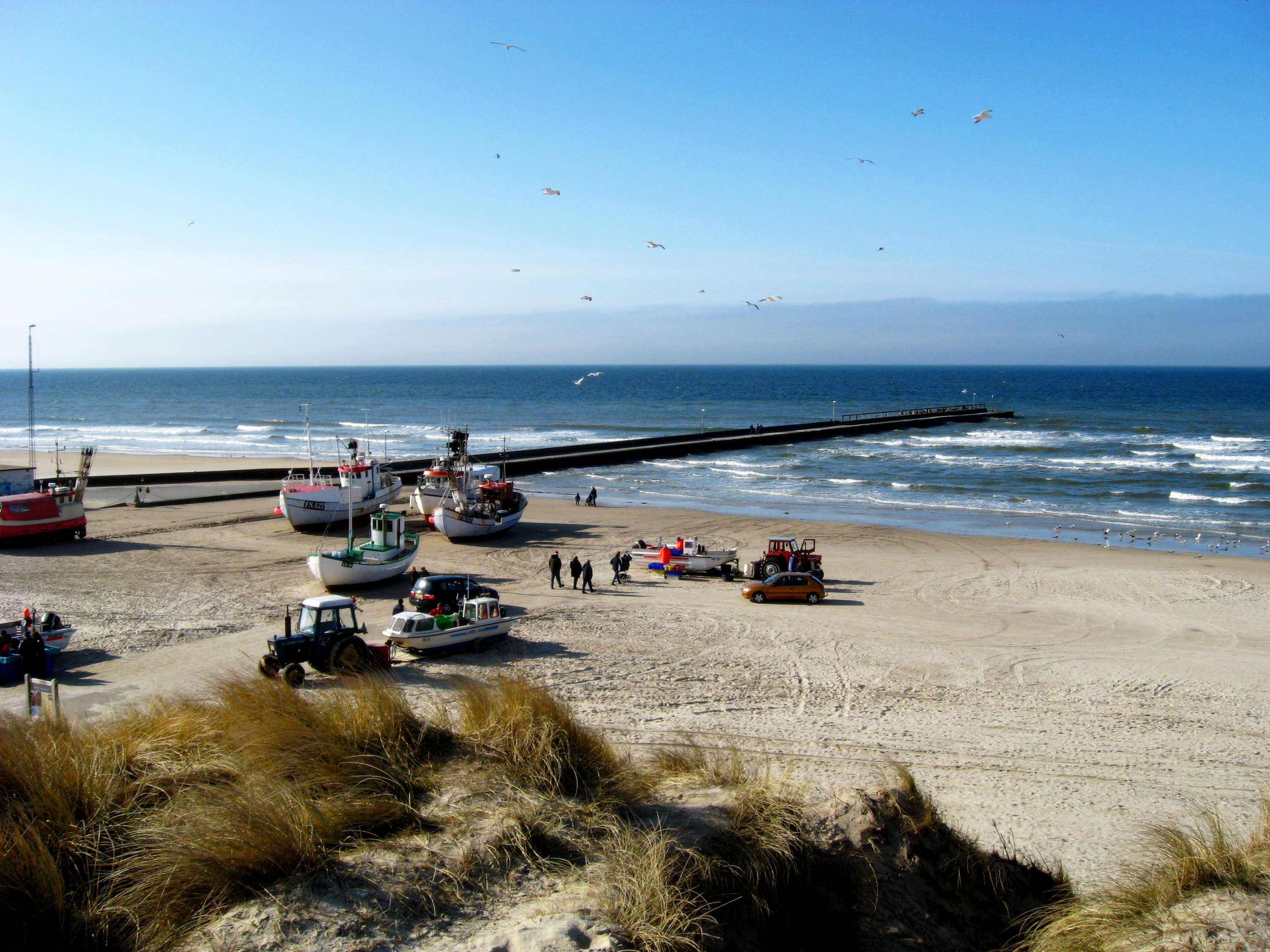
Strandmole (2009). Die Mole wurde 2015 saniert.
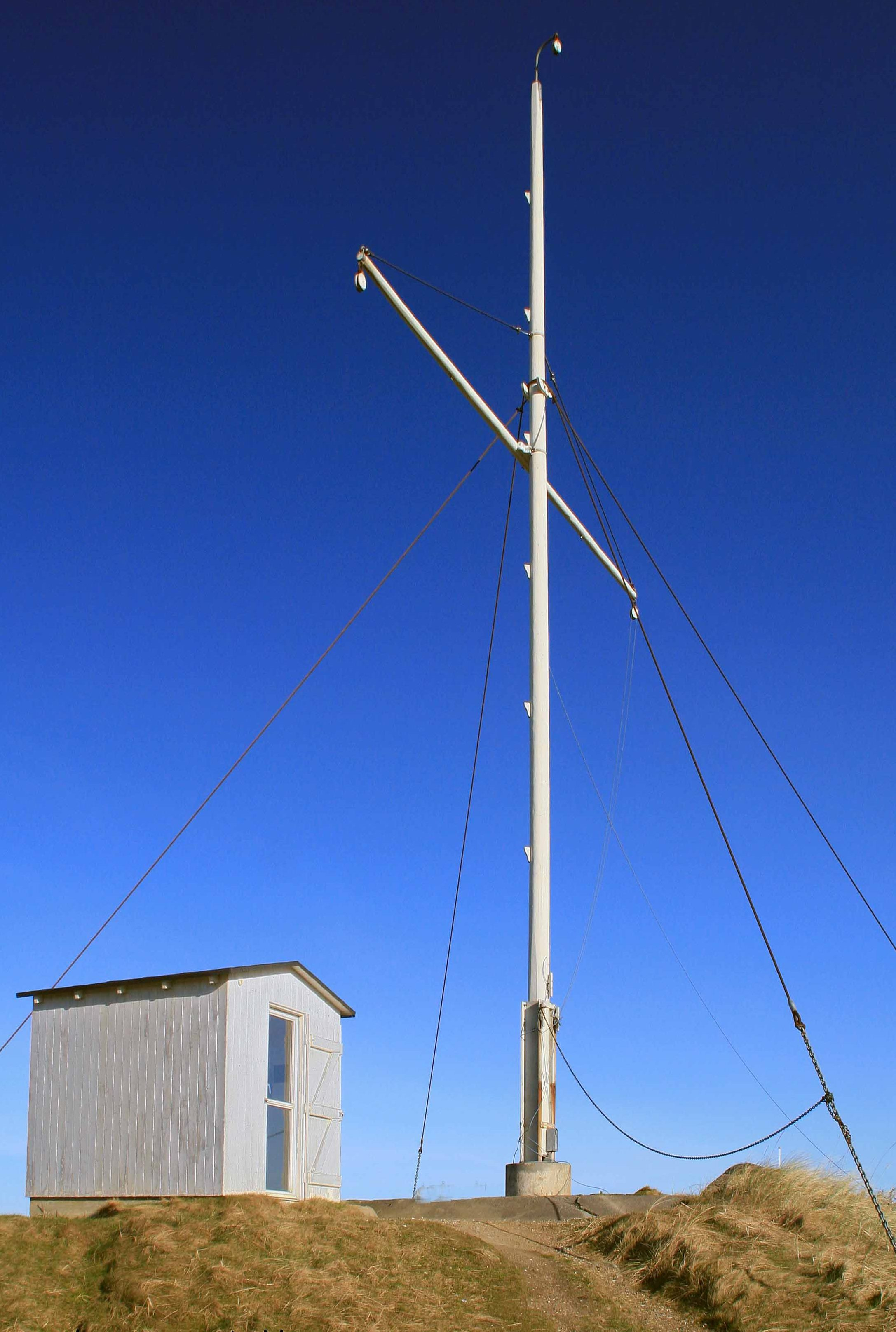
Signalstation
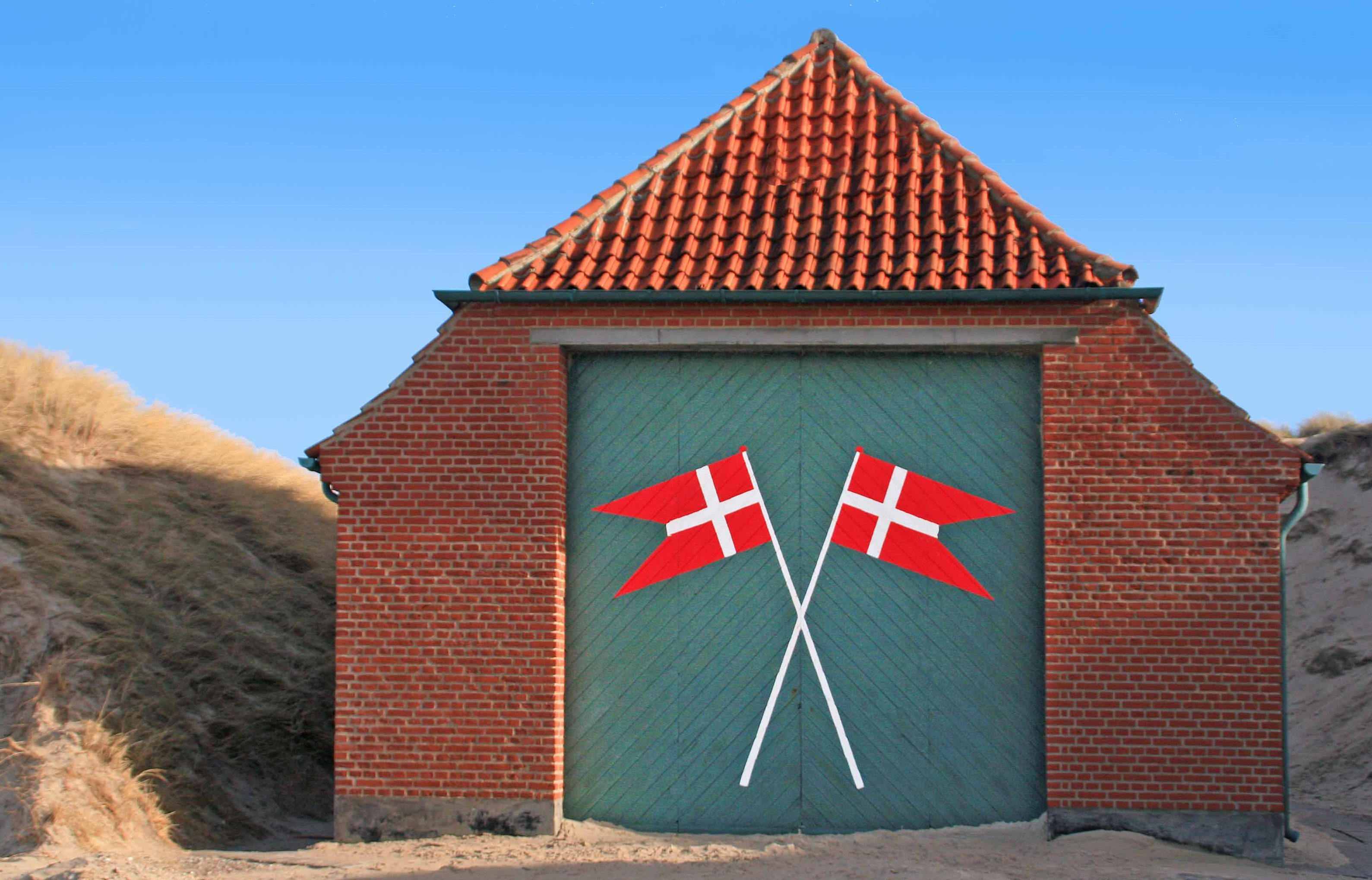
Die alte Rettungsstation am Nordstrand (2014). Sie wurde bei einem Sturm 2015 schwer beschädigt.
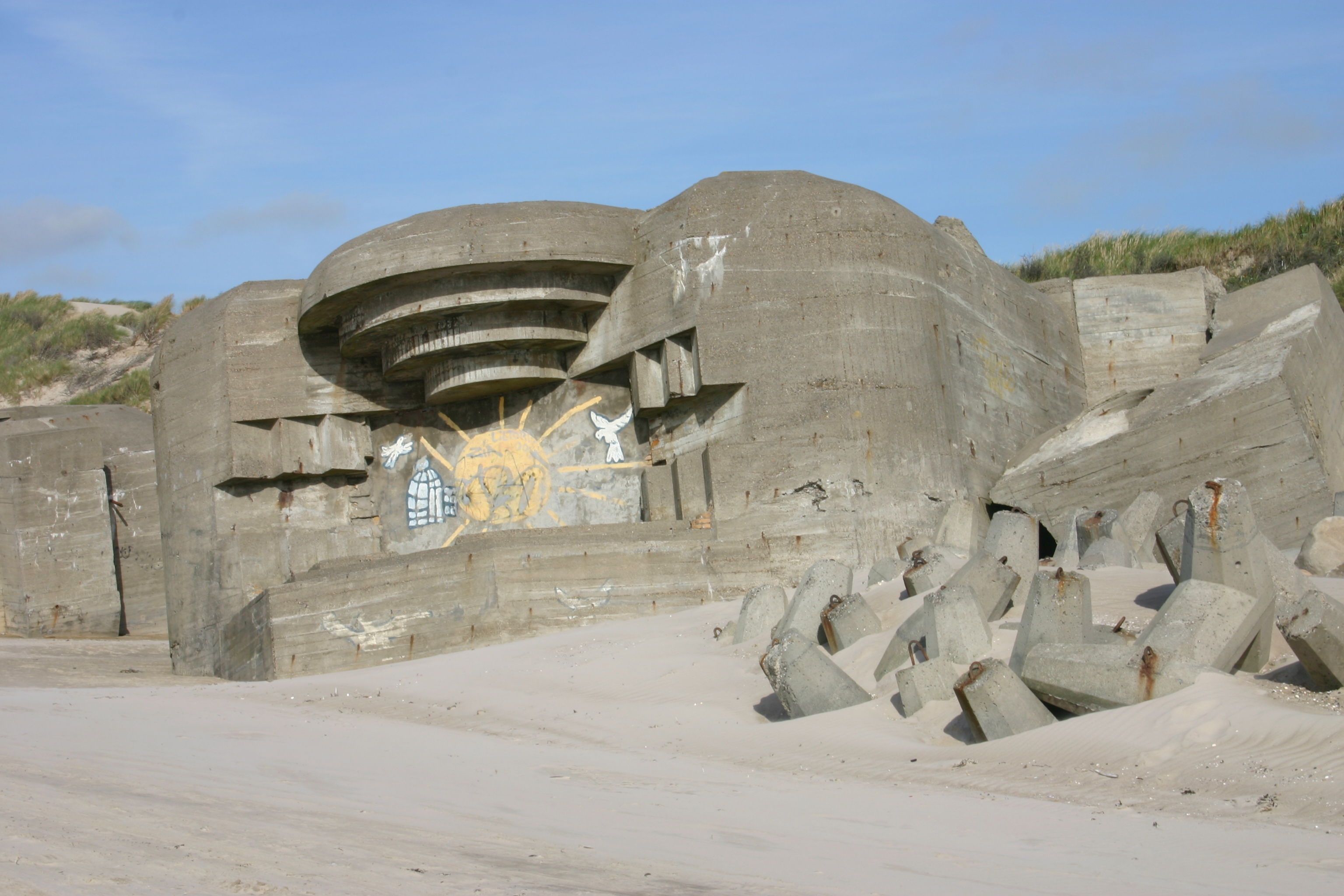
Bunkerruine mit Friedenstauben

## Sehenswürdigkeiten
Zu den Sehenswürdigkeiten Løkkens zählen eine rot angestrichene, hölzerne Bake, der Wasserturm von 1916 sowie das örtliche Heimatmuseum. In der näheren Umgebung sind darüber hinaus die abgerissene Mårup Kirke, das Kloster Børglum sowie die Wanderdüne Rubjerg Knude mit dem historischen Leuchtturm Rubjerg Knude Fyr sehenswert.

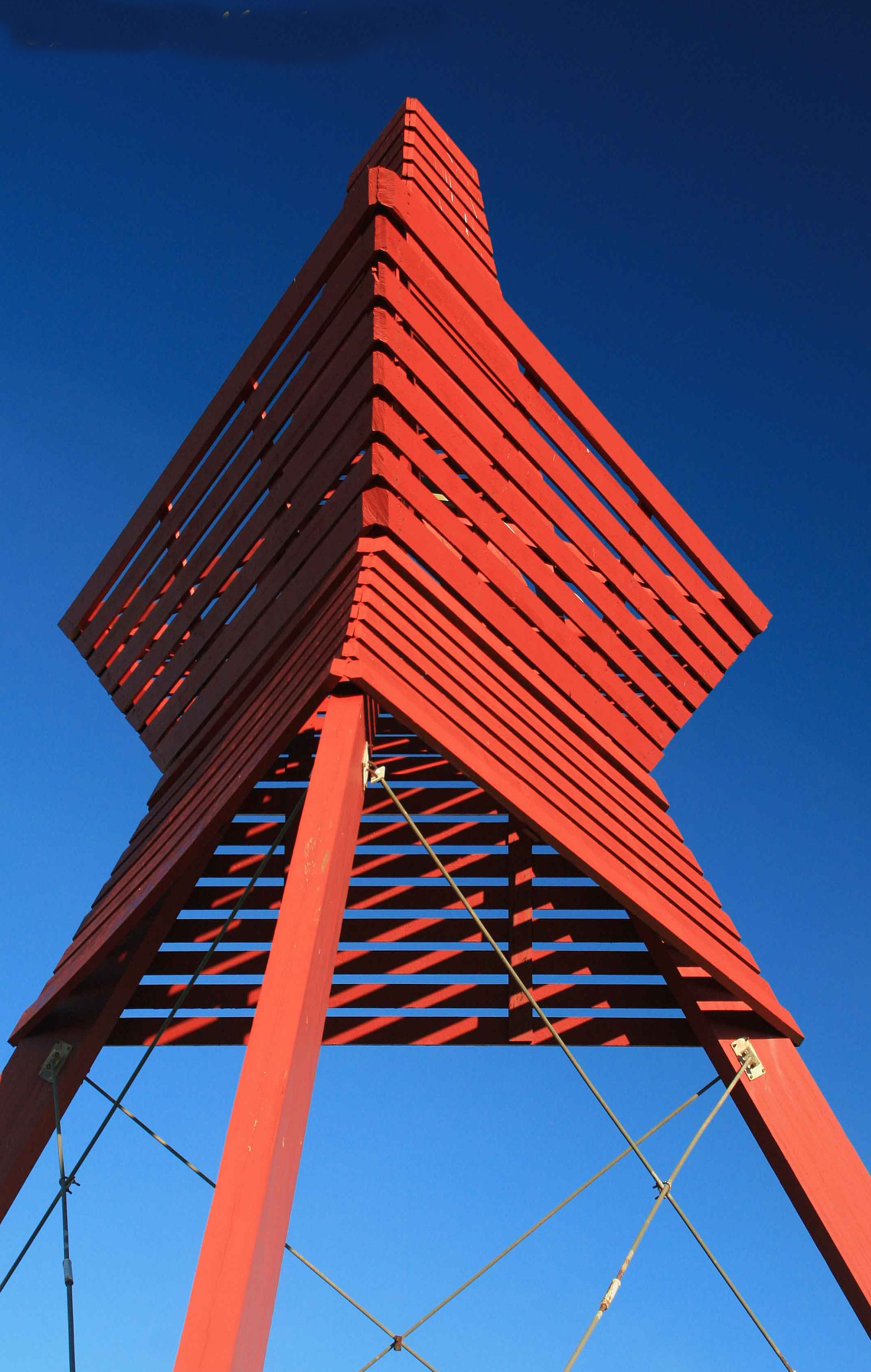
Die Løkken Båke
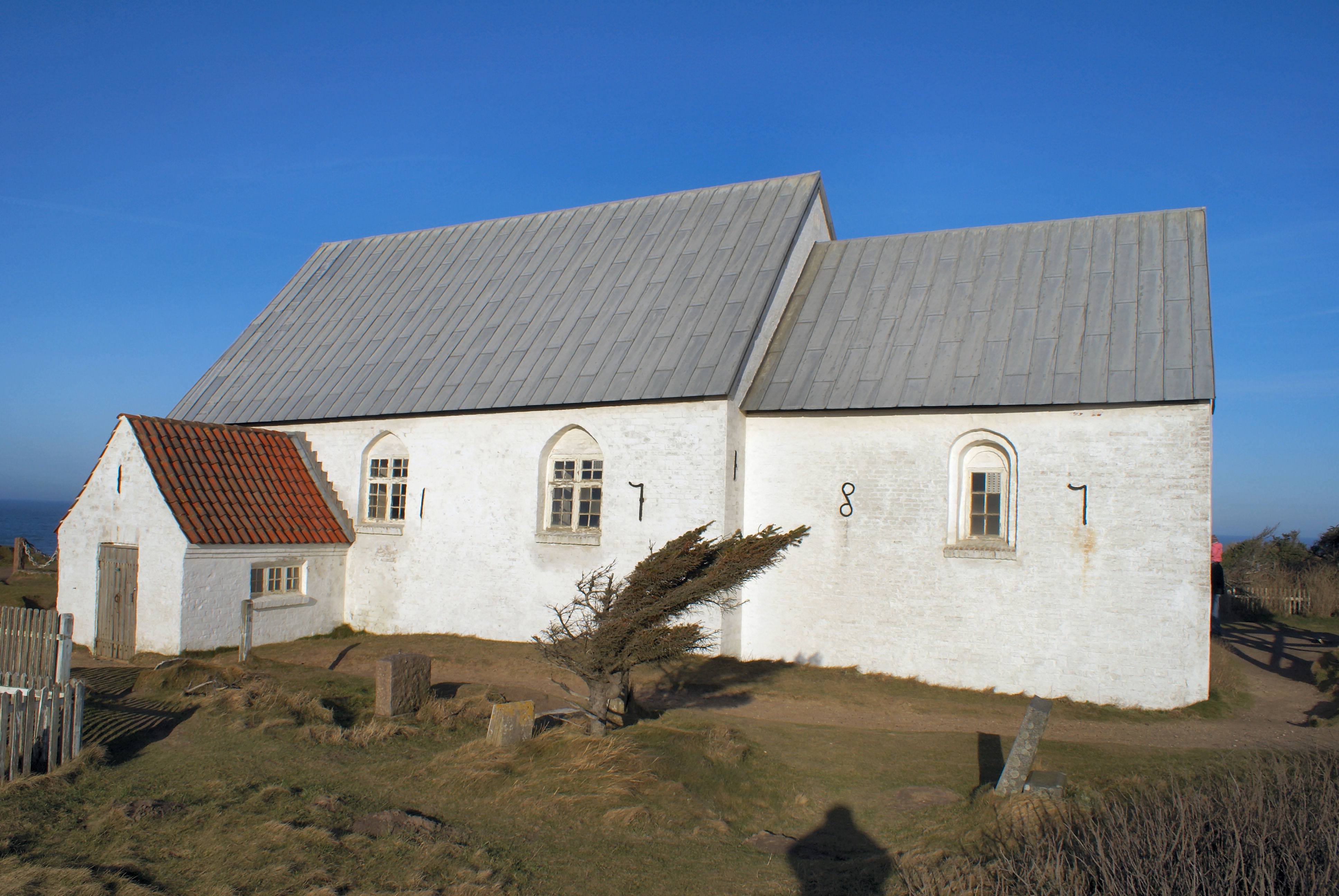
Die Mårup Kirke vor ihrem Abriss
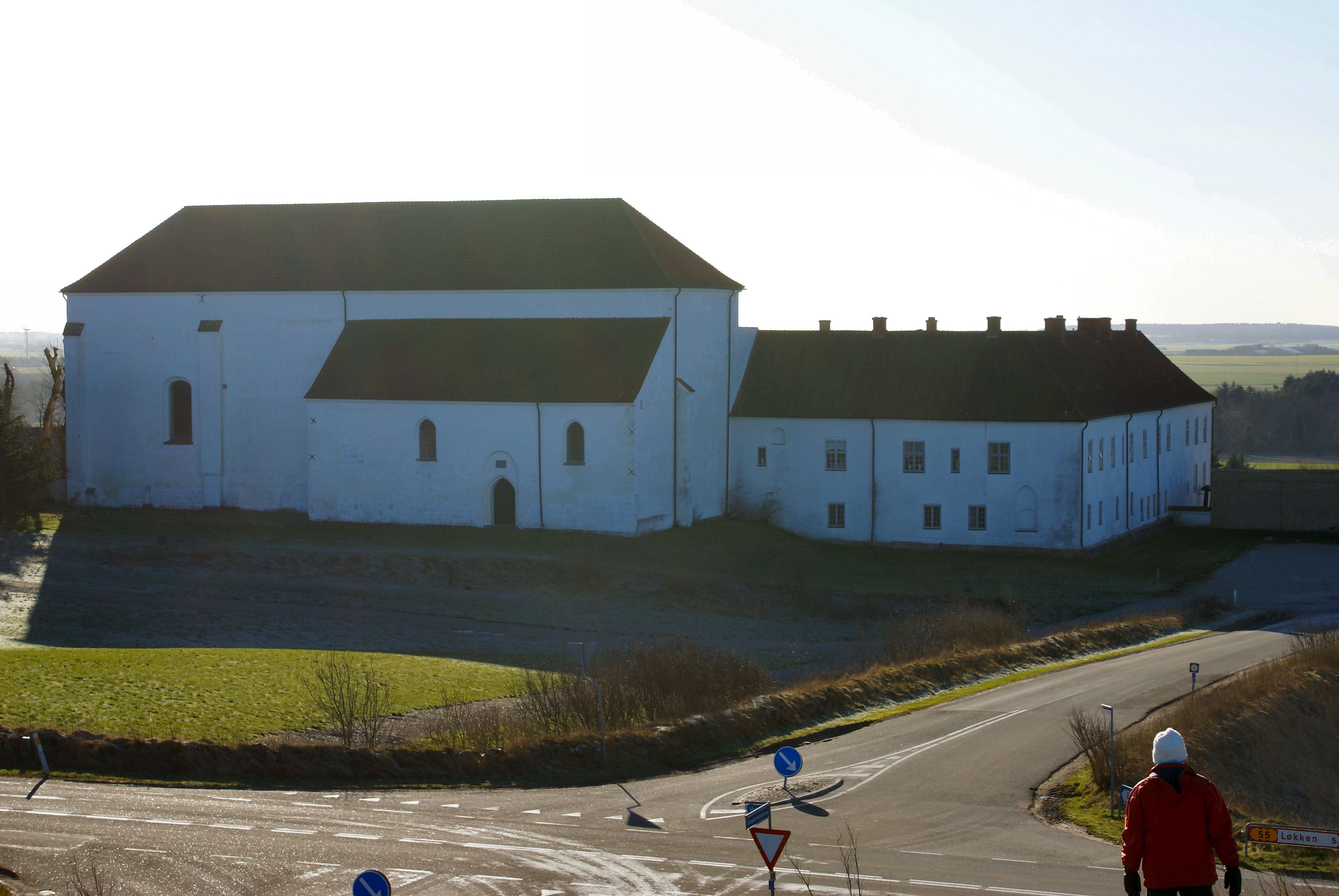
Das Børglum Kloster
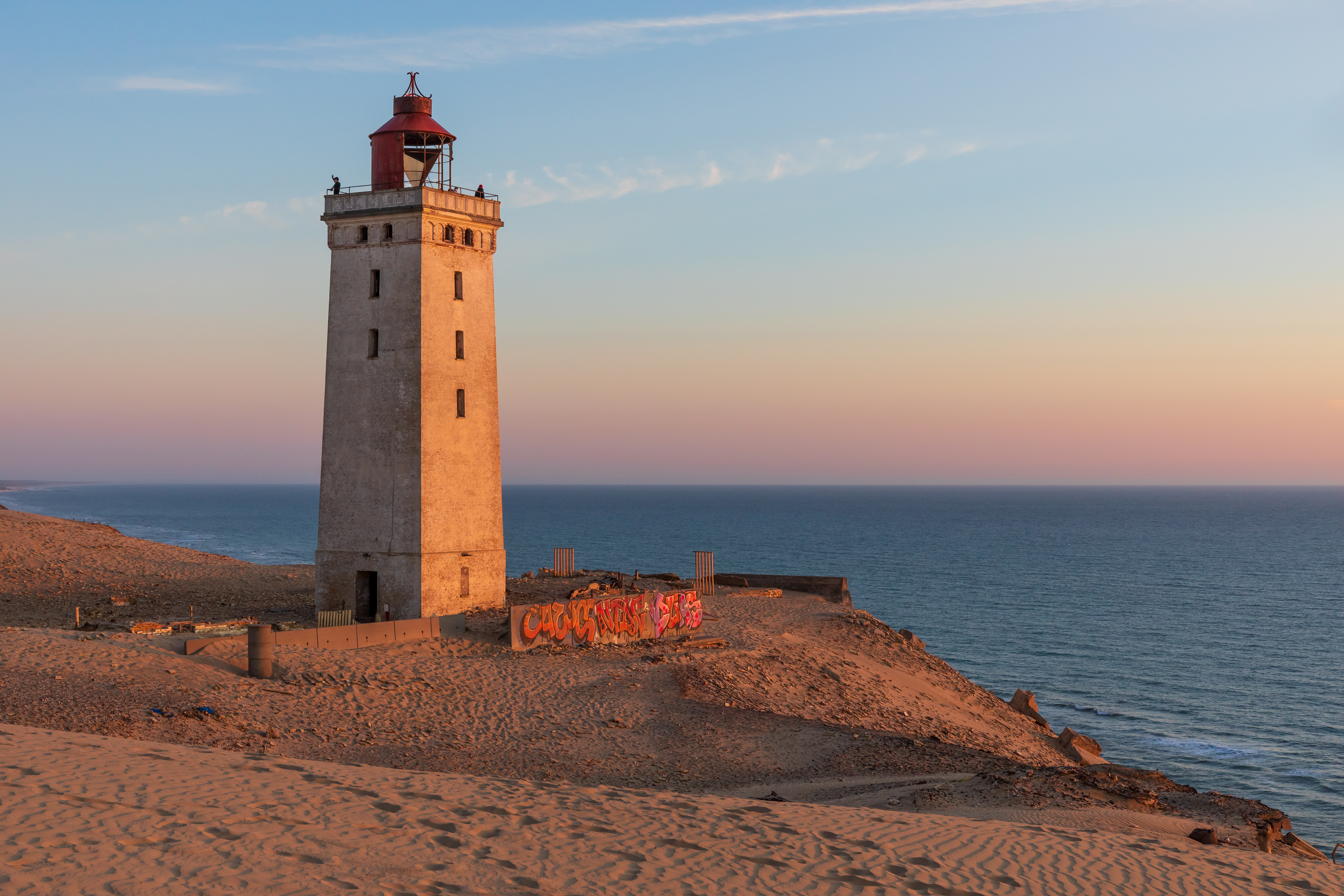
Der Leuchtturm Rubjerg Knude Fyr